# جروفر وايلي
جروفر وايلي (بالإنجليزية: Grover Wiley)‏ مواليد 2 ديسمبر 1974 في فلوريدا، هو ملاكم محترف أمريكي يصنف ضمن فئة الوزن المتوسط.

## إحصائيات
خاض خلال مسيرته 44 نزالا، فاز في 30 وتعادل في 1 وخسر في 12. فاز بالضربة القاضية في 14 نزالا.

## روابط خارجية
- جروفر وايلي على موقع بوكس ريك (الإنجليزية) (registration required)